# Вальтер, Ричард-Кирилл Францевич
Ричард-Кирилл Францевич Вальтер (1870—1945) — русский военный деятель, генерал-лейтенант Генерального штаба. Герой Первой мировой войны, участник Русско-японской войны и Гражданской войны в составе Белой армии.

## Биография
В службу вступил в 1888 году после окончания Александровского кадетского корпуса. В 1891 году после окончания Николаевского инженерного училища по I разряду произведён в подпоручики и выпущен в 1-й инженерный батальон. В 1893 году произведён в поручики и переведён в 8-й сапёрный батальон.
В 1897 году после окончания Николаевской военной академии по I разряду произведён в штабс-капитаны, помощник старшего адъютанта штаба Виленского военного округа. В 1899 году произведён в капитаны, ротный командир Оренбургского 105-го пехотного полка. С 1901 года обер-офицер для поручений при штабе Виленского военного округа. С 1902 года помощник делопроизводителя генерал-квартирмейстера, с 1903 года подполковник — помощник столоначальника Главного штаба. С 1903 года старший адъютант штаба Виленского военного округа.
С 1904 года участник Русско-японской войны, старший адъютант управления генерал-квартирмейстера 2-й Маньчжурской армии. С 1905 года штаб-офицер для делопроизводства и поручений управления генерал-квартирмейстера при главнокомандующем на Дальнем Востоке. С 1906 года полковник — помощник военного агента в Китае. С 1910 года батальонный командир Гренадерского лейб-гвардии полка. С 1911 года назначен военным агентом в Китае. В 1913 году произведён в генерал-майоры.

С 1915 года участник Первой мировой войны — командир бригады 7-й пехотной дивизии и начальник штаба 5-го армейского корпуса. С 1916 года генерал-лейтенант — командующий 7-я пехотной дивизии. Высочайшим приказом от 7 ноября 1916 года за храбрость награждён Георгиевским оружием: 
Генерал-лейтенанту Вальтеру за отличия и храбрость проявленные в делах против австрийской армии будучи начальником 7-й пехотной дивизии
Отличился в ходе Наревской операции 10 — 20 июля 1915 г.
С 1917 года начальник штаба Особой армии, командир 42-го армейского корпуса и начальник штаба Западного фронта. С 7 декабря 1917 года назначен в резерв чинов при штабе Минского военного округа.
После Октябрьской революции участник Белого движения на Востоке России. С 1921 года в эмиграции в Шанхае.

## Семья
Жена Мария Константиновна (12.6.1872 – 1966, Сан-Франциско, США), урожденная Величковская, дочь генерал-лейтенанта. 
Дети: 
Валерий Кириллович (4.6.1895 – 27.06.1988) – окончил Пажеский корпус, офицер, участник Белого движения, служил полковником в Добровольческой армии и ВС Юга России в Сводно-гвардейском полку. Первая жена - Ксения Сергеевна, урожденная Григорович-Барская, дочь полковника (+25.2.1936). Вторая жена - Вера А. (1912–2000). 
Константин Кириллович (25.11.1897 – ?) – окончил Пажеский корпус, офицер.
Аркадий Кириллович (12.3.1901 – 30.12.1928, Сиэтл, США) – окончил Пажеский корпус, офицер, художник-портретист, в эмиграции в Китае (Шанхай), в США (1928), покончил жизнь самоубийством.

## Награды
- Орден Святого Станислава 3-й степени (ВП 1899)
- Орден Святого Станислава 2-й степени с мечами (ВП 1906)
- Орден Святого Владимира 4-й степени с мечами и бантом (ВП 1906)
- Орден Святой Анны 2-й степени с мечами (ВП 1907)
- Орден Святой Анны 4-й степени «За храбрость» (ВП 1904)
- Орден Святого Владимира 3-й степени (ВП 06.12.1911; ВП 06.09.1916)
- Орден Святого Станислава 1-й степени с мечами (ВП 22.03.1915; ВП 09.06.1915)
- Орден Святой Анны 1-й степени с мечами (ВП 11.06.1915)
- Орден Святого Владимира 2-й степени с мечами (ВП 26.03.1916)
- Георгиевское оружие (ВП 07.11.1916)